# Tellurian
Tellurian è il secondo album in studio del gruppo musicale progressive metal/rock Soen, pubblicato il 31 ottobre 2014 per la Spinefarm Records.

## Tracce
1. Komenco – 0:37
2. Tabula Rasa – 5:24
3. Kuraman – 5:25
4. The Words – 6:18
5. Pluton – 7:27
6. Koniskas – 4:59
7. Ennui – 5:21
8. Void – 8:30
9. The Other's Fall – 8:42

## Formazione

### Gruppo
- Joel Ekelöf - voce
- Joakim Platbarzdis - chitarra
- Stefan Stenberg - basso
- Martin Lopez - batteria, percussioni

### Produzione
- Joakim Platbarzdis - produzione
- Martin Lopez - co-produzione
- José Luis López Galván - artwork
- Adam Ayan - mastering
- David Bottrill - missaggio